# Hernán Hermida

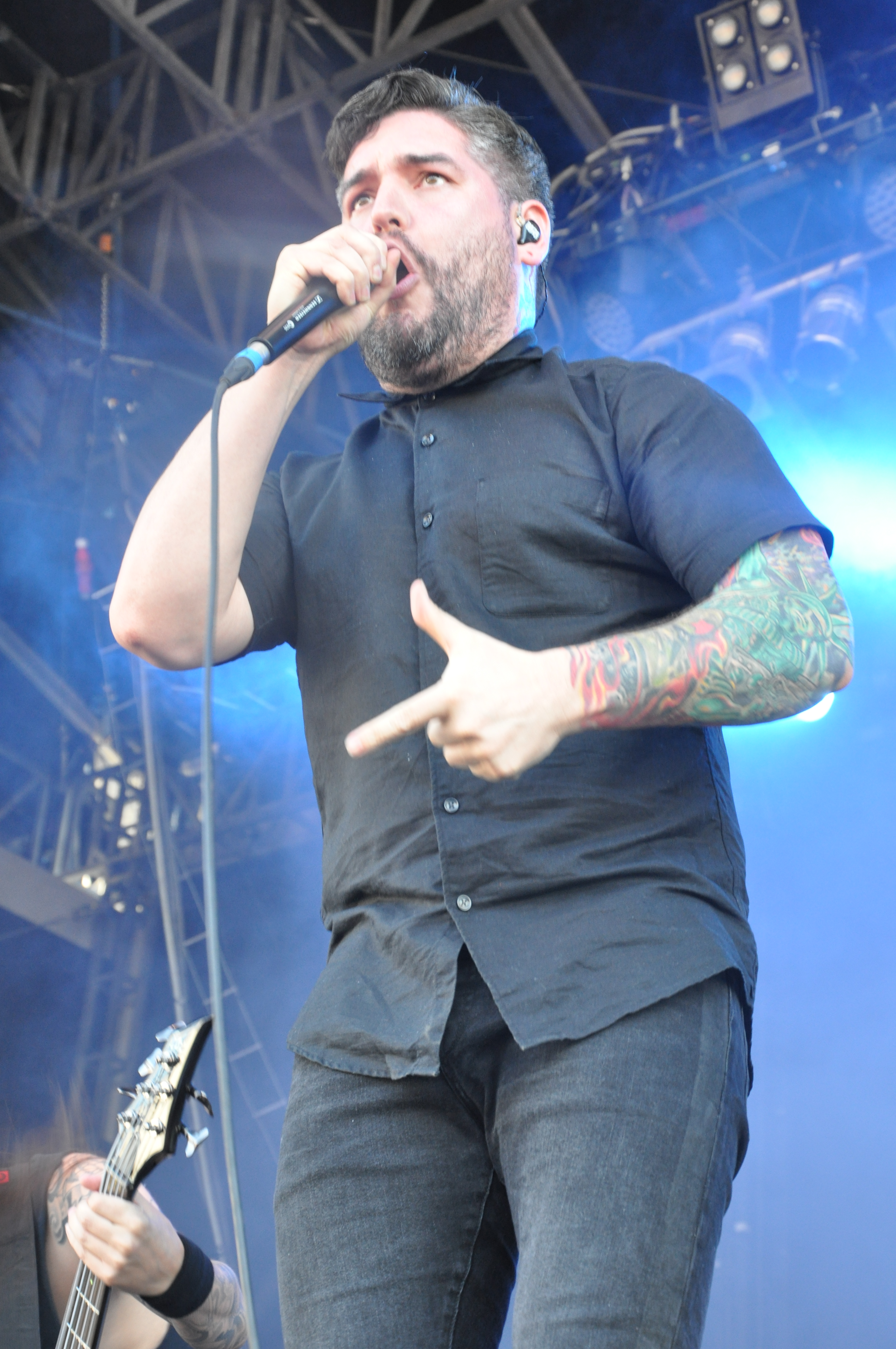
Eddie Hermida en 2014.

Hernan Hermida Pacheco (Cabimas, Zulia; 24 de marzo de 1983), conocido como «Eddie», es un cantante venezolano-estadounidense conocido por ser el vocalista fundador de All Shall Perish y vocalista de Suicide Silence donde se incorporó en 2013 tras la muerte de Mitch Lucker el 1 de noviembre de 2012.

## Bandas
- Gunmetal Grey – voz (2003-2006)
- All Shall Perish – voz (2003-2013 / 2024-presente)
- Suicide Silence - voz (2013-presente)

## Discografía
Con Gunmetal Grey
- 2005: Solitude

Con All Shall Perish
- 2006: The Price of Existence
- 2008: Awaken the Dreamers
- 2011: This Is Where It Ends

Con Suicide Silence
- 2014: You Can't Stop Me
- 2017: Suicide Silence
- 2020: Become the Hunter
- 2023: Remember... You Must Die

## Otras apariciones
- 2005: Antagony – Rebirth
- 2008: The Red Shore – Unconsecrated
- 2011: Here Comes The Kraken - "Nu Beginning"
- 2012: Resist the Thought – Sovereignty
- 2012: Suicide Silence - Slaves To Substance (esto fue en Ending Is The Beginning: The Mitch Lucker Memorial Show, no en la versión del álbum ni en el videoclip)
- 2015: Black Tongue - "Vermintide"